# Śródmieście Południowe

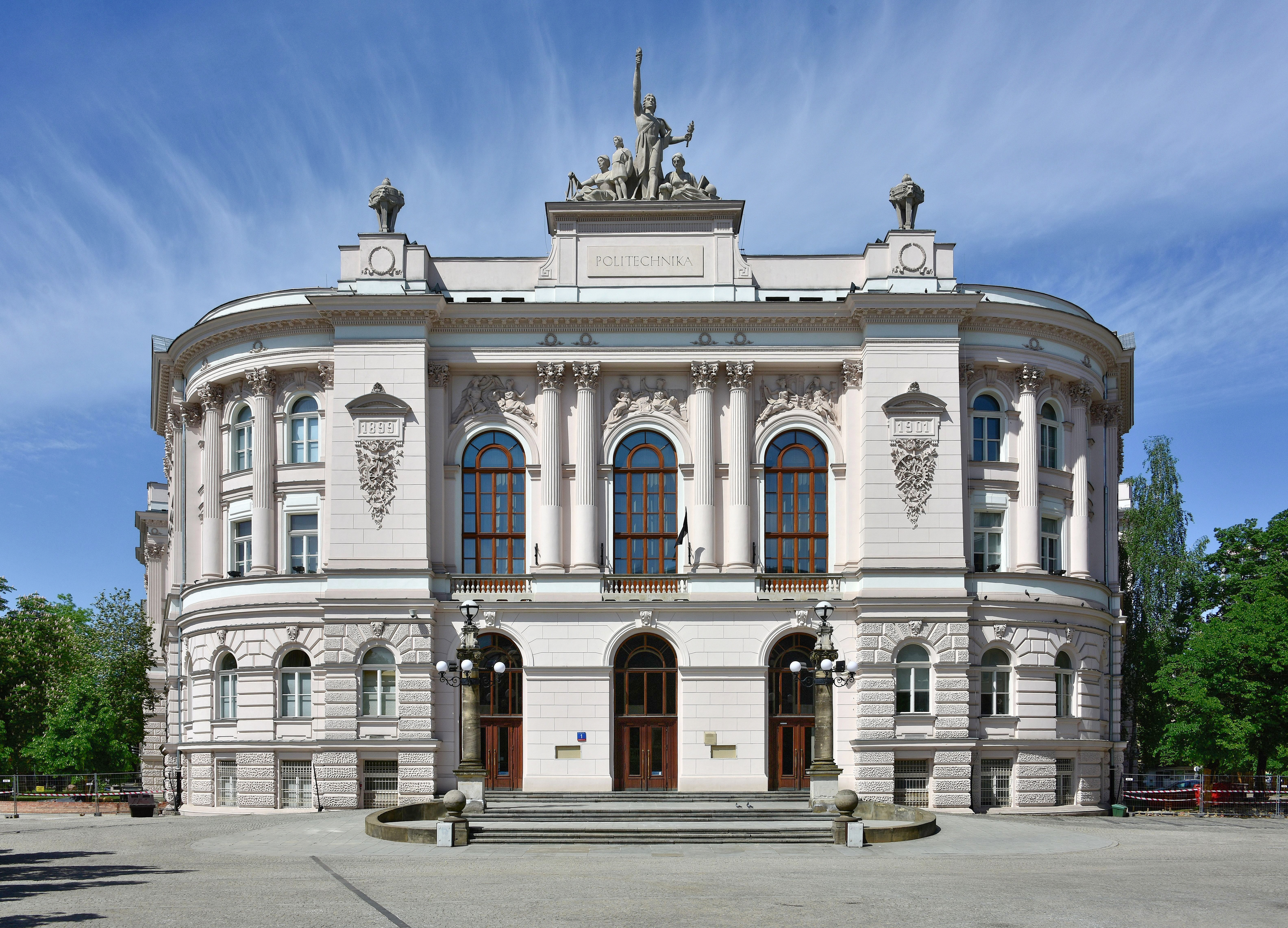
Gmach Główny Politechniki Warszawskiej

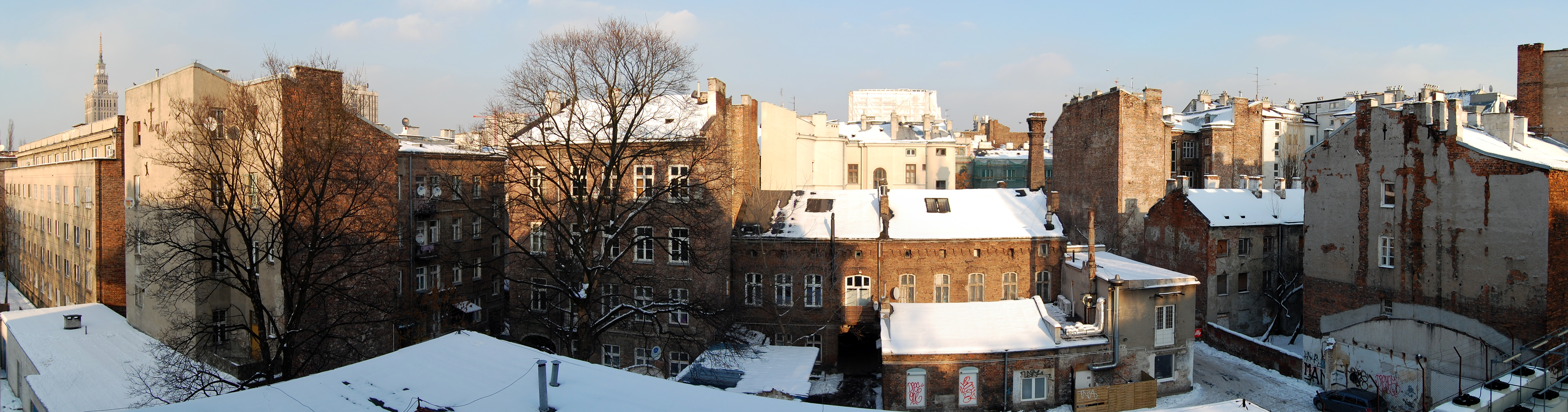
Oficyny kamienic przy ulicy Emilii Plater

Śródmieście Południowe – obszar MSI w dzielnicy Śródmieście w Warszawie.

## Położenie
Według MSI Śródmieście Południowe ograniczone jest przez:
- Aleje Jerozolimskie od północy,
- ul. Chałubińskiego – aleja Niepodległości od zachodu,
- ul. Stefana Batorego – ul. Boya-Żeleńskiego – aleja Szucha od południa,
- Aleje Ujazdowskie – ul. Piękna – ul. Rozbrat od wschodu.

Podział na Śródmieście Północne i Śródmieście Południowe wynika z historii budowy centrum miasta – północną część pokrywa głównie zabudowa powojenna, gdy tymczasem Śródmieście Południowe zachowało w większości oryginalną zabudowę Warszawy z przełomu XIX i XX wieku.

## Ważniejsze miejsca i obiekty
Budynki i place:
- osiedle MDM,
- osiedle Latawiec
- Plac Zbawiciela,
- Politechnika Warszawska,
- Plac Trzech Krzyży z kościołem św. Aleksandra,

Teatry:
- Teatr Współczesny w Warszawie,
- Teatr Muzyczny „Roma”,
- Teatr Rozmaitości,
- Teatr „Polonia”,

Komunikacja:
- Stacja metra Politechnika